# Caranguejeira
Caranguejeira é uma vila portuguesa sede da Freguesia de Caranguejeira do Município de Leiria, freguesia com 30,99 km² de área e 4331 habitantes (censo de 2021), tendo, assim, uma densidade populacional de 139,8 hab./km².
Com lugares desta freguesia foi criada pelo decreto nº 15.009, de 7 de fevereiro de 1928, a freguesia de Santa Eufémia.
A povoação de Caranguejeira foi elevada à categoria de vila em 12 de julho de 2001.

## Demografia
Nota: Com lugares desta freguesia foi criada pelo decreto nº 15.009, de 7 de fevereiro de 1928, a freguesia de Santa Eufémia.
A população registada nos censos foi:
| Distribuição da População por Grupos Etários | Distribuição da População por Grupos Etários | Distribuição da População por Grupos Etários | Distribuição da População por Grupos Etários | Distribuição da População por Grupos Etários |
| -------------------------------------------- | -------------------------------------------- | -------------------------------------------- | -------------------------------------------- | -------------------------------------------- |
| Ano                                          | 0-14 Anos                                    | 15-24 Anos                                   | 25-64 Anos                                   | > 65 Anos                                    |
| 2001                                         | 893                                          | 741                                          | 2609                                         | 729                                          |
| 2011                                         | 704                                          | 558                                          | 2490                                         | 939                                          |
| 2021                                         | 504                                          | 491                                          | 2191                                         | 1145                                         |

## Lugares da Freguesia
A Freguesia de Caranguejeira engloba as seguintes lugares ou localidades:
- Caldelas
- Canais
- Campinos
- Caranguejeira (vila)
- Casal da Cruz
- Casal Vermelho
- Freiria
- Grinde
- Lameiras
- Leão
- Longra
- Opeia
- Outeiro de Caldelas
- Palmeiria
- Pereiras
- Souto de Cima
- Souto do Meio
- Tubaral
- Vale Covo
- Vale da Catarina
- Vale da Rosa
- Vale Sobreiro
- Lagoa da Pedra

### Povoações pertencentes à freguesia
A freguesia da Caranguejeira reúne 24 povoações: Caldelas; Canais; Campinos; Caranguejeira; Casal da Cruz; Casal Vermelho; Freiria; Grinde; Lameiras; Leão; Longra; Opeia; Outeiro de Caldelas; Palmeiria; Pereiras; Souto de Cima; Souto do Meio; Tubaral; Vale Covo; Vale da Catarina; Vale da Rosa; Vale Sobreiro e Lagoa da Pedra (parte da povoação).

## História
Presume-se que a freguesia da Caranguejeira tenha sido desanexada da freguesia de Espite no início do século XVI. Em 1560, o Bispo D. Gaspar alargou a área da freguesia anexando-lhe várias povoações. Já em 1600, o Bispo D. Pedro de Castilho anexou-lhe a povoação de Casaes da Longara (actualmente Longra). O seu padroeiro da Vila de Caranguejeira é São Cristóvão.

## Enquadramento Geográfico
A freguesia da Caranguejeira situa-se na zona leste do município (e da sede de distrito) de Leiria e ocupa uma área de 32,48 km². Confronta:
- A norte, a freguesia de Colmeias;
- A oeste, as freguesias de Santa Eufémia e Pousos; (Leiria)
- A sul, as freguesias de Arrabal e Santa Catarina da Serra; (Leiria)
- A este, as freguesias de Matas e Espite (do município de Ourém, Distrito de Santarém).

## Localização
| Noroeste: Boa Vista                                | Norte: Colmeias | Nordeste: Memória, Espite |
| Oeste: Santa Eufémia                               |                 | Este: Matas               |
| Sudoeste: Pousos, Arrabal, Santa Catarina da Serra | Sul: Arrabal    | Sudeste: Cercal           |

## Economia
De acordo com dados do Instituto Nacional de Estatística e da Câmara Municipal de Leiria, a atividade económica da freguesia da Caranguejeira distribui-se da seguinte forma:
- Agricultura, produção animal, caça e silvicultura: 3%
- Indústria transformadora: 1%
- Atividades financeiras: 20,2%
- Comércio por grosso e a retalho; reparação de veículos: 15,7%
- Alojamento e restauração: 2,5%
- Saúde e ação social: 1%
- Construção: 36,9%
- Atividades imobiliárias, alugueres e serviços: 3,5%
- Administração pública, defesa e segurança social: 1%
- Educação: 4,5%
- Transportes, armazenagem e comunicações: 9,6%
- Outras atividades de serviços coletivos, sociais e pessoais: 1%

## Património

### Histórico
- Igreja Matriz

A principal igreja da freguesia conta com cinco altares: o primeiro é dedicado a S. Miguel, com as imagens deste santo, do Divino Espírito Santo, S. Cristóvão e S. Sebastião; no segundo está encerrado o Sagrado Coração de Jesus; o terceiro é consagrado a N. Sra do Rosário, onde estão também as imagens de S. António e S. Brás; o quarto sustenta a imagem de N. Senhora da Conceição, feita em 1628; no quinto venera-se além de S. Miguel, Santa Catarina e S. Vicente.
- Capelas

Estão presentes capelas nas seguintes povoações: Alto da Caranguejeira (S. Vicente), Caldelas, Palmeiria e Soutos. Há existência de uma outra capela, a do Casal Martelo. Situa-se no final da povoação de Opeia e apresenta um elevado estado de degradação.
- Monumento da Senhora dos Caminhos

Por se situar a cerca de 16 km de Fátima (Município de Ourém), a freguesia da Caranguejeira é palco de passagem de centenas de peregrinos provenientes do norte do País. O monumento da Senhora dos Caminhos (na verdade Nossa Senhora de Fátima) estava previsto ir para Cahora-Bassa, Moçambique, no entanto está atualmente situado no Leão, povoação pertencente à freguesia.
- Oratório do Vale Sobreiro

Situado no centro do vale Sobreiro nasceu pelas mãos das gentes desta terra, juntamente com a Associação Cultural, Recreativa e de Solidariedade Social do Vale Sobreiro, como resposta à necessidade espiritual sentida pela comunidade que desejava uma capela, algo que nunca foi autorizado pelas autoridades eclesiásticas.

### Geológico
- Vale do Lapedo

Onde pode ser visto o Abrigo do Lagar Velho, local onde foi encontrado o menino do Lapedo, ainda que o local se encontre na povoação vizinha de Santa Eufémia.
- Olhos de Água da Caranguejeira

Duas nascentes de água doce que são referidas na lenda dos Olhos de Água da Caranguejeira.
- Parque Natural da Barroca da Gafaria

### Cultural
- Rancho Folclórico dos Soutos
- Rancho Folclórico "Roseiras" do Vale da Rosa
- Filarmónica de S. Cristóvão
- Cavaquinhos da Associação de Caldelas
- Grupo de Dança da Associação de Caldelas
- Orquestra Atípica "Os Martinhos"- EB 2,3 Dr. Correia Alexandre
- Marchas de S. Pedro - Caldelas
- Associação Cultural, Recreativa e de Solidariedade Social do Vale Sobreiro
- Jornal Notícias da Caranguejeira
- Escolas do Instituto Jovens Músicos

### Desportivo
- Clube Desportivo da Caranguejeira
- Associação de Caça e Pesca da Caranguejeira
- Grupo Desportivo Cultural e Recreativo de Caldelas
- GAC-Grupo de Atletismo da Caranguejeira
- Academia Desportiva da Caranguejeira

### Eventos

#### Festas religiosas/populares
Igreja Paroquial
- Festa em Honra de Santo António (fim de janeiro ou início de fevereiro, três fins de semana antes do Carnaval)

Até 2011 esta festa era realizada pelos "Antónios" da freguesia. Em 2012 passou a ser organizada pelos jovens que completaram 20 anos no ano anterior.
- Festa em Honra da Padroeira Nossa Senhora da Conceição (Junho)

Esta festa, a maior da paróquia, é realizada no último ou penúltimo fim-de-semana de Junho pelos que celebram 50 anos de vida nesse ano.
- Jubileu de São Cristóvão (festa apenas religiosa, sem arraial) (Julho)

Esta festa costuma juntar os padres, religiosos e religiosas naturais desta paróquia.
- Festa em Honra de Nossa Senhora do Rosário (Outubro)

Desde 2010 é realizada pelos que celebram 55 anos de vida nesse ano. Chegou a ser realizada por diversos grupos de pessoas, como o grupo de acólitos, grupo de oração carismática, grupo de catequistas, etc.
Capela de Caldelas
- Festa em Honra de Santo António (Fevereiro)

Esta festa é realizada pelos que celebram 45 anos de vida.
- Festa em Honra de São Sebastião e São João Evangelista (Agosto)

Esta festa é realizada pelos que celebram 35 anos de vida.
Capela dos Soutos
- Festa em Honra de Santo António (Fevereiro)

Esta festa é realizada pelos que celebram 30 anos de vida.
- Festa em Honra de Nossa Senhora de Lurdes (Agosto)

Esta festa é realizada pelos que celebram 40 anos de vida.
Capela do Monte da Palmeiria
- Festa em Honra de Nossa Senhora das Graças (Agosto)

Esta festa é realizada por pessoas que todos os anos se juntam voluntariamente e formam uma equipa, incluindo alguns emigrantes.
Capela de S. Vicente
- Festa em Honra de S. Vicente e Santo António ( Agosto )

Devido à falta de festeiros para assumir a responsabilidade da organização da referida festa que desde 2016 não se realiza esta festa.

#### Associação Cultural, Recreativa e de Solidariedade Social do Vale Sobreiro
- Aniversário da ACRSS (15 de agosto)
- Festa em Honra de Nossa Senhora de Fátima (8 dezembro), padroeira do Oratório local

#### Certames culturais / populares
- Aniversário do Rancho Folclórico "Roseiras do Vale da Rosa", no fim-de-semana mais próximo a seguir ao 25 de Abril, data da fundação do rancho. A iniciativa decorre na sede do rancho, no Vale da Rosa.
- Festival Nacional de Folclore (Junho), realizado pelo Rancho Folclórico "Roseiras do Vale da Rosa", no segundo sábado de junho, ao serão. A iniciativa decorre na sede do rancho, no Vale da Rosa.
- Marchas Populares de S. Pedro (Junho), no fim-de-semana mais próximo do dia 29, realizadas pelas "Marchas de Caldelas", na sua sede em Caldelas.
- Festival Internacional de Folclore (Julho), realizado pelo Rancho Folclórico dos Soutos. A iniciativa decorre sempre no segundo sábado, ao serão, no Parque Natural da Barroca da Gafaria, na Caranguejeira.
- Festa da Família Paroquial - Festival do Porco - Organizado por um grupo de habitantes da Paróquia da Caranguejeira.

#### Feiras
- Feira do Primeiro: dia 1 de cada mês

## Infra-estruturas

### Rodoviárias
A freguesia da Caranguejeira é servida, além de estradas e caminhos municipais, por duas estradas regionais:
- R350: troço Leiria - Albergaria dos Doze
- R357: troço Caranguejeira - N113 (seguindo para Ourém, Tomar, Fátima e Leiria)
- Variante entre Palmeiria e Caldelas

#### Distâncias
- Leiria: 13 km (via R350)
- Fátima: 16 km (via R357 e N113)
- Lisboa: 142 km (via A1) / 162 km (via A8)
- Porto: 189 km (via A1) / 198 km (via A17)

### Imóveis
- Edifício da Junta de Freguesia
- Centro Paroquial
- Centro Social e Paroquial da Caranguejeira (Lar de São Cristóvão)
- Edifícios Desportivos (Pavilhão & Piscina)
- Edifício do Centro de Saúde e Filarmónica de S. Cristóvão
- Agrupamento de Escolas da Caranguejeira- Santa Catarina da Serra:
- Escola Básica Dr. Correia Alexandre (2º e 3º ciclos),
- Escola 1ºCEB da Caranguejeira,
- Escola 1ºCEB da Palmeiria,
- Escola 1ºCEB dos Soutos,
- Jardim de Infância de Caldelas
- Jardim de Infância da Caranguejeira,
- Jardim de Infância dos Soutos (as restantes escolas pertencem à freguesia de Santa Eufémia)
- Parque Natural da Barroca da Gafaria
- Bombeiros Voluntários do Sul do Concelho de Leiria, uma iniciativa de quatro freguesias: Caranguejeira, Santa Catarina da Serra, Arrabal e Chainça
- Casa Mortuária
- Sede Escuteiros "Agrupamento 1041"

#### Comércio e serviços
- Funerárias
- Bancos (CA e BIC )
- Cafés, Bares e Restaurantes
- Farmácia
- Floristas
- Ginásio
- Instituições dedicadas ao ensino da dança, música e arte
- Lojas de ferragens e ferramentas
- Lojas de utilidades e decoração
- Oficinas
- Ourivesaria César
- Global Visão (Óptica)
- Silvóptica (Óptica)
- Posto CTT Correios (nas instalações da Papelaria ADIL)
- Posto de abastecimento
- Supermercados
- Fotobrinde
- Área da Saúde
- Clínicas com várias especialidades
- Laboratório de Análises Clínicas
- Escritórios entre outros